# 石井康子
石井 康子（いしい やすこ）は、日本の薬学者（臨床薬剤学・臨床薬理学・薬品分析化学）。学位は、博士（薬学）（静岡県立大学・1994年）。
静岡薬科大学薬学部助手、テキサス大学サンアントニオ校ヘルスサイエンスセンター研究員、静岡県立大学薬学部講師などを歴任した。

## 来歴

### 生い立ち
静岡薬科大学に進学し、薬学部の製薬学科にて学んだ。1976年3月、静岡薬科大学を卒業した。なお、後年になって「アロエの瀉下作用に関する研究」と題した博士論文を提出し、1994年に静岡県立大学より博士（薬学）の学位を授与されている。

### 研究者として
大学卒業後は、1976年4月に母校である静岡薬科大学に採用され、薬学部の助手となった。薬学部においては、薬品分析学教室を受け持った。その後、静岡薬科大学は静岡女子大学、静岡女子短期大学と統合再編され、新たに静岡県立大学が発足した。それに伴い、1987年4月より静岡県立大学にて薬学部の助手を務めることになった。薬学部においては、薬品分析学教室を担当した。なお、静岡薬科大学は在校生が卒業する1990年3月までは引き続き存続しており、その間は静岡薬科大学の薬学部の助手も兼任していた。1996年2月から5月にかけて、および、同年7月から8月にかけては、アメリカ合衆国に渡り、テキサス大学サンアントニオ校にてヘルスサイエンスセンターの研究員を務めた。2002年4月、静岡県立大学にて薬学部の講師に昇任した。薬学部においては、臨床薬剤学教室を受け持った。同時に、静岡県立大学の大学院にて、薬学研究科の講師を兼務した。その後、大学院の一部に研究院・学府制が導入されることになり、薬学研究科と生活健康科学研究科が統合され、2研究院1学府に再編された。それに伴い、新たに発足した薬学研究院にて、2012年4月より講師を兼務することになった。大学院においては、主として薬食生命科学総合学府の講義を担当した。2019年3月31日、静岡県立大学の講師を退任した。

## 研究
専門は薬学であり、特に臨床薬剤学、臨床薬理学、薬品分析化学といった分野の研究に従事した。具体的には、薬剤の投与を最適化するため、病態や生理学的な影響について研究していた。また、微量な天然物の成分を分析し、その生理活性についての研究に取り組んだ。
学術団体としては、日本薬学会、日本臨床薬理学会、日本分析化学会、質量分析化学会、医用マススペクトル学会、日本医療薬学会、日本医薬品情報学会、日本薬物動態学会、日本薬理学会、日本生化学会、日本過酸化脂質・フリーラジカル学会、和漢医薬学会、などに所属した。

## 略歴
- 1976年 - 静岡薬科大学薬学部卒業[1]。
- 1976年 - 静岡薬科大学薬学部助手[5]。
- 1987年 - 静岡県立大学薬学部助手[5]。
- 1996年 - テキサス大学サンアントニオ校ヘルスサイエンスセンター研究員[5]。
- 1996年 - テキサス大学サンアントニオ校ヘルスサイエンスセンター研究員[5]。
- 2002年 - 静岡県立大学薬学部講師[5]。
- 2002年 - 静岡県立大学大学院薬学研究科講師。
- 2012年 - 静岡県立大学大学院薬学研究院講師。

## 著作

### 寄稿、分担執筆、等
- 熊谷朗編『薬用人参』1995版、共立出版、1994年。ISBN 4320061039

## 関連人物
- 賀川義之
- 宮嵜靖則